# Condado de Suffolk (Massachusetts)
El condado de Suffolk (en inglés: Suffolk County), fundado en 1643, es uno de los catorce condados del estado estadounidense de Massachusetts. En el 2008 el condado tenía una población de 732 684 habitantes. La sede del condado es Boston.

## Geografía
Según la Oficina del Censo, el condado tiene un área total de 311 km² (120,1 mi²), de la cual 152 km² (58,7 mi²) es tierra y 160 km² (61,8 mi²) (51.32%) es agua.

## Demografía

Pirámide de edad en el condado

En el censo de 2000, hubo 689,807 personas, 278,722 hogares, y 139,082 familias residiendo en el condado. La densidad poblacional era de 11,788 personas por milla cuadrada (4,555/km²). En 2000 había 292,520 unidades unifamiliares en una densidad de 1930 km² (745,2 mi²). La demografía del condado era de 57.76% blancos, 22.24% afroestadounidenses, 0.39% amerindios, 7.00% asiáticos, 0.06% isleños del Pacífico, 8.17% de otras razas y 4.38% de dos o más razas. 15.52% de la población era de origen hispano o latino de cualquier raza. 66.3% de la población hablaba inglés y 14.5% español en casa como lengua materna.
La renta per cápita promedia del condado en 2000 era de $39,355, y el ingreso promedio para una familia era de $44,361. En 2000 los hombres tenían un ingreso per cápita de $37,174 versus $32,176 para las mujeres. El ingreso per cápita para el condado era de $22,766 y el 19.00% de la población estaba bajo el umbral de pobreza nacional.